# Helpoort (Maastricht)

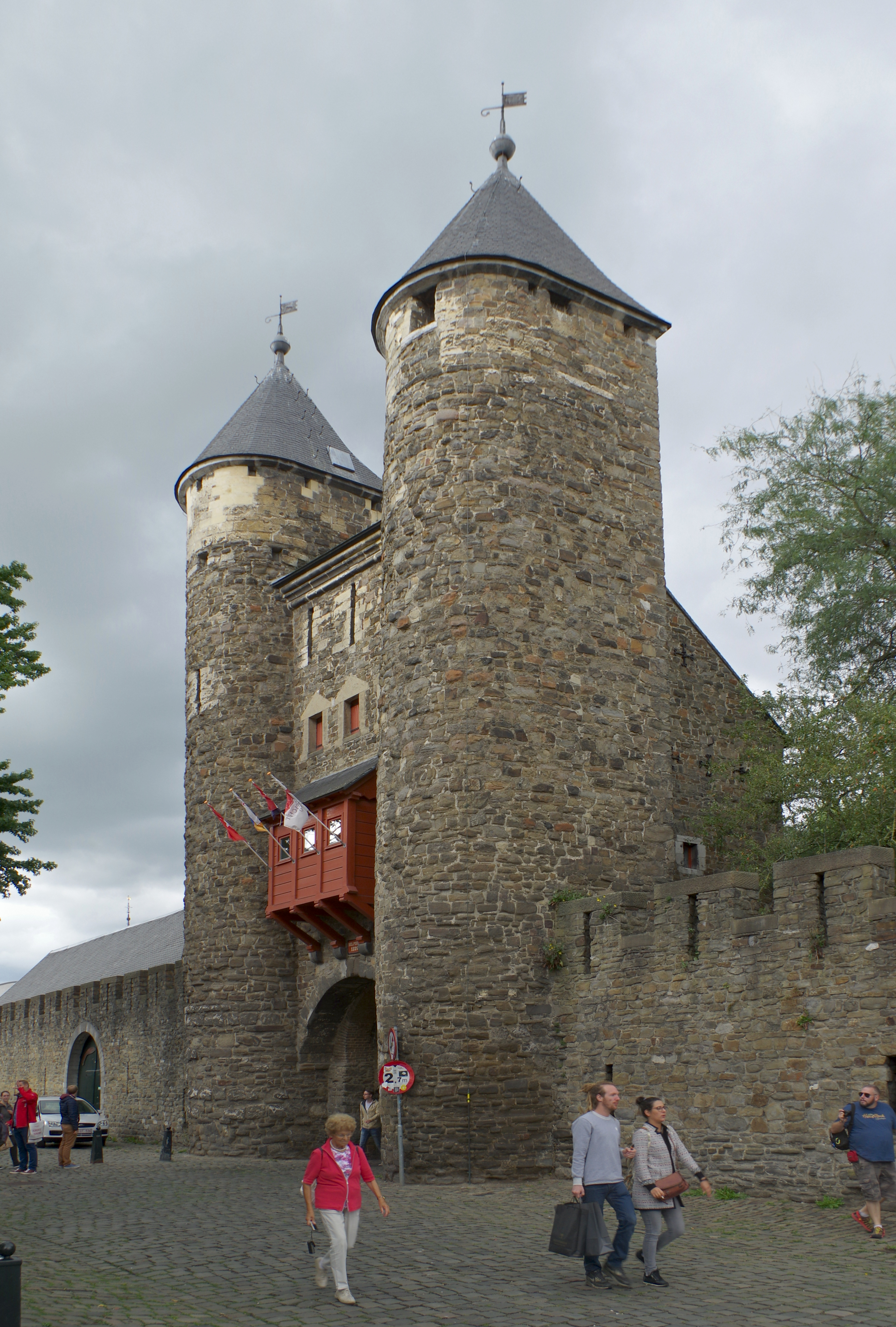
Vue de la Helpoort, bâtie au XIII.

La Porte de l'enfer (ou Helpoort en néerlandais) est une ancienne porte médiévale de la ville de Maastricht, aux Pays-Bas. Située dans le Jekerkwartier, ce qui lui vaut également le nom de Porte de Jeker, elle faisait partie du premier système de fortifications de la ville. Elle tire son nom du fait qu'elle est située dans le prolongement de l'ancienne « rue de l'enfer » (Helstraat), devenue rue Saint-Bernard (Sint Bernardusstraat). Elle date du deuxième quart du XIIIe siècle (environs 1229), ce qui en fait la plus ancienne porte médiévale des Pays-Bas. Elle  est à ce titre inscrite au registre des monuments classés.